# Daylight Again
Daylight Again es el cuarto álbum de estudio del grupo Crosby, Stills & Nash, publicado por la compañía discográfica Atlantic Records en junio de 1982. El álbum, que no contó con la participación de Neil Young, alcanzó el puesto ocho en la lista estadounidense Billboard 200, el último top 10 para un álbum del trío. Tres sencillos extraídos del álbum también entraron en la lista Billboard Hot 100: «Wasted on the Way» alcanzó el puesto 9, «Southern Cross» el 18, y «Too Much Love to Hide» el 69. Fue certificado como disco de platino por la RIAA.

## Historia
Daylight Again comenzó como un proyecto entre Stephen Stills y Graham Nash, que grabaron canciones a intervalos entre 1980 y 1981, en principio como un proyecto a dúo. Ambos emplearon a Art Garfunkel, Timothy B. Schmit para cantar en sustitución de David Crosby. Sin embargo, representantes de Atlantic Records mostraron poco interés en el proyecto y prefierion un álbum del trío, forzando a Nash y Stills a pagar las sesiones de su propio bolsillo. Poco después, empezaron a volverse hacia el punto de vista de la compañía y decidieron invitar a Crosby a participar.
Crosby aportó al álbum dos temas: «Delta», a la que Stills y Nash aportaron sus voces, y «Might As Well Have a Good Time». La mayor parte de la grabación, sin embargo, incorporó otras voces además de las del trío, por primera vez en un disco de CSN, así como composiciones de otros artistas. El tema «Daylight Again» evolucionó a partir de un instrumental con la guitarra para acompañar historias que Stills relataba sobre el escenario con respecto a la guerra civil americana, antes de «Find the Cost of Freedom».
Como primer trabajo del grupo en la era de MTV, se filmaron videoclips para acompañar los dos primeros sencillos. El primero, «Southern Cross», obtuvo una cantidad considerable de emisiones en MTV, ayudando a impulsar las ventas del álbum en comparación con los pobres resultados de Replay.
Daylight Again fue reeditado en disco compacto en tres ocasiones: una a mediados de la década de 1980, otra versión remasterizada usando las cintas maestras originales en septiembre de 1994, y una nueva edición usando proceso HDCD y publicada por Rhino Records en enero de 2006, con cuatro temas extra.

## Lista de canciones
| Cara A |                          |                                                |          |  |
| N.º    | Título                   | Escritor(es)                                   | Duración |  |
| 1.     | «Turn Your Back on Love» | Stephen Stills, Graham Nash, Michael Stergis   | 4:51     |  |
| 2.     | «Wasted on the Way»      | Graham Nash                                    | 2:52     |  |
| 3.     | «Southern Cross»         | Stephen Stills, Richard Curtis, Michael Curtis | 4:41     |  |
| 4.     | «Into the Darkness»      | Graham Nash                                    | 3:23     |  |
| 5.     | «Delta»                  | David Crosby                                   | 4:15     |  |

| Cara B |                                  |                                 |          |  |
| N.º    | Título                           | Escritor(es)                    | Duración |  |
| 1.     | «Since I Met You»                | Stephen Stills, Michael Stergis | 3:12     |  |
| 2.     | «Too Much Love to Hide»          | Graham Nash, Gerry Tolman       | 3:58     |  |
| 3.     | «Song for Susan»                 | Graham Nash                     | 3:08     |  |
| 4.     | «You Are Alive»                  | Stephen Stills, Michael Stergis | 3:04     |  |
| 5.     | «Might As Well Have A Good Time» | Judy Henske, Craig Doerge       | 4:28     |  |
| 6.     | «Daylight Again»                 | Stephen Stills                  | 2:36     |  |

| Bonus tracks (reedición de 2006) |                                  |                             |          |  |
| N.º                              | Título                           | Escritor(es)                | Duración |  |
| 12.                              | «Raise A Voice»                  | Graham Nash, Stephen Stills | 2:34     |  |
| 13.                              | «Feel Your Love»                 | Stephen Stills, Graham Nash | 4:28     |  |
| 14.                              | «Tomorrow Is Another Day»        | Stephen Stills              | 4:05     |  |
| 15.                              | «Might As Well Have A Good Time» | Judy Henske, Craig Doerge   | 4:15     |  |

## Personal
Músicos
- David Crosby: voz y teclados en "Delta"
- Stephen Stills: voz y guitarra en todos los temas excepto "Delta," "Song for Susan," y "Might As Well Have A Good Time"; teclados en "Turn Your Back on Love," "Since I Met You" "Raise A Voice," y "Feel Your Love" banjo en "Daylight Again"; percusión en "Too Much Love to Hide"
- Graham Nash: voz y guitarra rítmica en "Turn Your Back on Love" y "Into the Darkness"; armónica en "You Are Alive" y "Raise A Voice"; piano en "Song for Susan"; órgano en "Into the Darkness"; percusión en "Too Much Love to Hide"
- Timothy B. Schmit: voz en "Turn Your Back on Love," "Wasted on the Way," "Southern Cross," "Song for Susan," "You Are Alive," y "Tomorrow Is Another Day"; bajo en "Song for Susan"
- Art Garfunkel: voz en "Southern Cross" y "Daylight Again"
- Michael Stergis: guitarras en todos los temas excepto "Delta," "Might As Well Have A Good Time," "Daylight Again," y "Raise A Voice"
- Joel Bernstein: guitarra eléctrica en "Wasted on the Way" y "Song for Susan"
- Dean Parks: guitarra eléctrica en "Delta"
- Gerry Tolman: guitarra en "Too Much Love to Hide"
- Danny Kortchmar: guitarra eléctrica en "Raise A Voice"
- Michael Finnigan: teclados en "Turn Your Back on Love," "Southern Cross," "Into the Darkness," "Since I Met You," "Too Much Love to Hide," "You Are Alive," "Might As Well Have A Good Time," "Feel Your Love," y "Tomorrow Is Another Day" coros en "Turn Your Back on Love," "Southern Cross," "Since I Met You," "Too Much Love to Hide," y "You Are Alive"
- Craig Doerge: teclados en "Turn Your Back on Love," "Wasted on the Way," "Delta," "Song for Susan," "Might As Well Have A Good Time," "Raise A Voice," "Feel Your Love," "Tomorrow Is Another Day"
- Richard T. Bear: teclados en "Southern Cross"
- Jay Ferguson: órgnao en "Song for Susan"
- James Newton Howard: teclados en "Raise A Voice"
- George Perry: bajo  en todos los temas excepto "Wasted on the Way," "Delta," "Song for Susan," "Might As Well Have A Good Time," y "Daylight Again"
- Bob Glaub: bajo en "Wasted on the Way"
- Leland Sklar: bajo en "Delta"
- Joe Vitale: batería en "Turn Your Back on Love," "Southern Cross," "Into the Darkness," "Too Much Love to Hide," "You Are Alive," "Feel Your Love," y "Tomorrow Is Another Day"
- Russ Kunkel: batería en "Wasted on the Way," "Delta," y "Song for Susan"
- Jeff Porcaro: batería en "Since I Met You" y "Raise A Voice"
- Joe Lala: percusión en "Wasted on the Way," "Southern Cross," "Into the Darkness," "Since I Met You," "Too Much Love to Hide," "You Are Alive," y "Feel You Love";  congas en "Raise A Voice"
- Wayne Goodwin: violín en "Wasted on the Way"; orquestación en "Song for Susan"
- Roberleigh Barnhart, Miguel Martínez, Ernie Ehrhardt: chelo en "Song for Susan"

Equipo técnico
- Crosby, Stills & Nash: producción musical
- Stanley Johnston, Steve Gursky: coproductores
- Craig Doerge, Stanley Johnston: coproductores en "Delta" y "Might As Well Have A Good Time"
- Stephen Barncard, Steve Gursky, Stanley Johnston: ingeniero de sonido
- Gaylord Holomalia, Jerry Hudgins, Gerry Lentz, Jay Parti, Gordon Rowley, and Russell Schmitt: ingenieros asistentes
- Jimmy Wachtel: dirección artística
- Mac James: diseño
- Gilbert Williams: pintura
- Henry Diltz, Mark Hanauer: fotografía
- Joe Gastwirt: remasterización digital

## Posición en listas
| País           | Lista                      | Posición |
| -------------- | -------------------------- | -------- |
| Alemania       | Media Control Top-50 Chart | 31       |
| Estados Unidos | Billboard 200              | 8        |
| Noruega        | VG-lista Albums Chart      | 14       |
| Países Bajos   | Mega Album Top 100         | 14       |

| Sencillo                | Lista             | Posición |
| ----------------------- | ----------------- | -------- |
| «Wasted on the Way»     | Billboard Hot 100 | 9        |
| «Southern Cross»        | Billboard Hot 100 | 18       |
| «Too Much Love to Hide» | Billboard Hot 100 | 69       |

## Certificaciones
| Fecha              | País           | Organismo certificador | Certificación | Ventas certificadas |
| ------------------ | -------------- | ---------------------- | ------------- | ------------------- |
| 7 de enero de 1983 | Estados Unidos | RIAA                   | Platino       | 1 000 000           |